# 195777 Sheepman
195777 Sheepman è un asteroide della fascia principale. Scoperto nel 2002, presenta un'orbita caratterizzata da un semiasse maggiore pari a 3,0002129 UA e da un'eccentricità di 0,0802534,
inclinata di 10,04021° rispetto all'eclittica.
L'asteroide è dedicato al personaggio dei romanzi Nel segno della pecora e Dance Dance Dance, che nella versione italiana è chiamato Uomo-Pecora.